# Gimigliano
Gimigliano é uma comuna italiana da região da Calábria, província de Catanzaro, com cerca de 3.611 habitantes. Estende-se por uma área de 32 km², tendo uma densidade populacional de 113 hab/km². Faz fronteira com Carlopoli, Catanzaro, Cicala, Decollatura, Fossato Serralta, Pentone, San Pietro Apostolo, Sorbo San Basile, Soveria Mannelli, Tiriolo.

## Demografia
| Variação demográfica do município entre 1861 e 2011                               |
|                                                                                   |
| Fonte: Istituto Nazionale di Statistica (ISTAT) - Elaboração gráfica da Wikipedia |